# SN 2010jr
SN 2010jr – supernowa nieznanego typu odkryta 12 listopada 2010 roku w galaktyce E362-G18. W momencie odkrycia miała maksymalną jasność 16,20m.